# Maison Simić à Kruševac
La maison Simić à Kruševac (en serbe cyrillique : Кућа Симића у Крушевцу ; en serbe latin : Kuća Simića u Kruševcu) se trouve à Kruševac, dans le district de Rasina, en Serbie. Elle est inscrite sur la liste des monuments culturels de grande importance de la république de Serbie (identifiant no SK 517),,.

## Historique
Le konak, l'un des plus anciens bâtiments de Kruševac, a été construit à la fin du XVIIIe siècle ou au début du XIXe siècle et l'on pense qu'il appartenait aux frères Frenčević, qui étaient deux beys ottomans,. Ces deux beys sont les auteurs d'un différend qui a permis l'annexion de six nahijas à la principauté de Serbie en 1833,. Il est difficile de préciser s'il s'agit du konak acheté par le prince Miloš Ier Obrenović et qu'il a offert à son parrain Stojan Simić et à son frère Aleksa ou s'il s'agit d'une des nombreuses propriétés des Simić dans la région,. En tout cas, les rebelles de la révolte menée par le knèze Mileta Radojković contre Miloš se sont réunis dans cette maison, le jour de Noël en 1834 ; cette révolte, qui a conduit à l'adoption de la Constitution de Sretenje limitant les pouvoirs du prince, a en partie conduit à son abdication en 1839,,.

## Architecture
Le bâtiment est constitué d'un rez-de-chaussée et d'un étage, avec une entrée au-rez-de-chaussée protégée par un porche-galerie qui longe l'étage ; ce porche-galerie est soutenu par de minces piliers profilés,. Le rez-de-chaussée est construit en pierres concassées et le premier étage est constitué d'une structure en bois avec un remplissage en paille et en boue mêlées,. L'espace du rez-de-chaussée avait un objectif économique, tandis l'étage, organisé autour d'un hall central relié au porche, était résidentiel,.
La maison Simić témoigne de l'aspect oriental de la čaršija de Kruševac dans la première moitié XIXe siècle,.
Elle a été transformée en musée en 1953 et d'importants travaux de restauration ont été réalisés en 1977,.

## Musée
Rénovée en 2007-2008, la maison abrite un département du Musée national de Kruševac. On y présente une exposition permanente qui montre la vie quotidienne d'une famille dans une maison de ville au tournant des XIXe et XXe siècles.